# TAF9
TAF9 (англ. TATA-box binding protein associated factor 9) – білок, який кодується однойменним геном, розташованим у людей на короткому плечі 5-ї хромосоми. Довжина поліпептидного ланцюга білка становить 264 амінокислот, а молекулярна маса — 28 974.
| 10         |  | 20         |  | 30         |  | 40         |  | 50         |
| ---------- |  | ---------- |  | ---------- |  | ---------- |  | ---------- |
| MESGKTASPK |  | SMPKDAQMMA |  | QILKDMGITE |  | YEPRVINQML |  | EFAFRYVTTI |
| LDDAKIYSSH |  | AKKATVDADD |  | VRLAIQCRAD |  | QSFTSPPPRD |  | FLLDIARQRN |
| QTPLPLIKPY |  | SGPRLPPDRY |  | CLTAPNYRLK |  | SLQKKASTSA |  | GRITVPRLSV |
| GSVTSRPSTP |  | TLGTPTPQTM |  | SVSTKVGTPM |  | SLTGQRFTVQ |  | MPTSQSPAVK |
| ASIPATSAVQ |  | NVLINPSLIG |  | SKNILITTNM |  | MSSQNTANES |  | SNALKRKRED |
| DDDDDDDDDD |  | YDNL       |  |            |  |            |  |            |

A: Аланін

C: Цистеїн

D: Аспарагінова кислота

E: Глутамінова кислота

F: Фенілаланін

G: Гліцин

H: Гістидин

I: Ізолейцин

K: Лізин

L: Лейцин

M: Метіонін

N: Аспарагін

P: Пролін

Q: Глутамін

R: Аргінін

S: Серин

T: Треонін

V: Валін

Кодований геном білок за функцією належить до фосфопротеїнів. 
Задіяний у таких біологічних процесах, як транскрипція, регуляція транскрипції, ацетилювання, поліморфізм. 
Білок має сайт для зв'язування з ДНК. 
Локалізований у ядрі.